# Cirsium joannae
Cirsium joannae là một loài thực vật có hoa trong họ Cúc. Loài này được S.L.Welsh, N.D.Atwood & L.C.Higgins mô tả khoa học đầu tiên năm 2003.